# Sinopoda dashahe
Sinopoda dashahe là một loài nhện trong họ Sparassidae. S. dashahe được miêu tả năm 2005 bởi Zhu et al..